# John Trudell
John Trudell (Omaha, 15 febbraio 1946 – Santa Clara, 8 dicembre 2015) è stato un attivista, attore e cantautore statunitense, di origine nativa americana.

## Biografia
Nato in Nebraska da padre di origine Santee Sioux e madre messicana, è cresciuto nella riserva indiana Santee al confine con il Dakota del Sud. A 17 anni lascia la scuola per arruolarsi in Marina, con la quale sarà inviato in Vietnam; nel 1967 abbandona la carriera militare. Frequenta per 6 anni il college di San Bernardino dove studia tecnica delle trasmissioni radio. Diventa attivista dei diritti civili della minoranza dei nativi americani, e nel 1969 è portavoce degli occupanti dell'isola di Alcatraz da dove trasmetterà un programma notturno fino al 1971.
Nel 1972 entra a far parte dell'American Indian Movement, del quale diviene presidente operativo fino al 1979. Nel 1975 viene arrestato per aver sparato un colpo d'arma da fuoco durante un litigio riguardo a buoni pasto non accettati.
Nel 1979 la sua famiglia è colpita da una tragedia: in un rogo di probabile origine dolosa della loro abitazione nella riserva indiana Shoshone/Paiute in Nevada morirono la moglie incinta Tina Manning, 3 suoi figli e la suocera.
Il dramma lo portò a scrivere poesie e gli incontri successivi con Jackson Browne e Bonnie Raitt lo spinsero verso la musica. Assieme a Jesse Ed Davis, chitarrista di origine kiowa, registra su cassetta A.K.A. Graffiti Man che sarà pubblicato nel 1986 e che sarà considerato da Bob Dylan disco dell'anno.
Dopo la morte per overdose di Davis, Trudell si avvale della collaborazione di Mark Shark e in seguito del cantante nativo americano Quiltman.
Negli anni Novanta diventa attore cinematografico. La sua prima parte è in Cuore di tuono di Michael Apted, film del 1992.
Nel 2005, dopo una decina d'anni impiegati per la realizzazione, la regista Heather Rae presenta un documentario sulla vita di Trudell, che sarà presentato al Sundance Film Festival.

### Morte
È morto di cancro l'8 dicembre 2015 all'età di 69 anni.

## Discografia
- 1983 - Tribal Voice
- 1986 - Original A.K.A. Graffiti Man
- 1987 - ...But This Isn't El Salvador
- 1987 - Heart Jump Bouquet
- 1991 - Fables and Other Realities
- 1992 - Child's Voice: Children of the Earth
- 1992 - A.K.A. Graffiti Man
- 1994 - Johnny Damas & Me
- 1999 - Blue Indians
- 2001 - Descendant Now Ancestor
- 2001 - Bone Days (prodotto da Angelina Jolie)
- 2005 - Live at Fip
- 2006 - Rockin' the Res
- 2008 - Children of Earth: Child's Voice
- 2007 - Madness & The Moremes (album doppio)
- 2010 - Crazier Than Hell